# 香港五百元紙幣
五百元紙幣，又稱五百元鈔票，是一種現行流通的香港貨幣，面額為$500港元，為目前面額第2大的香港鈔票，俗稱「啡牛」（1909年發行的滙豐500元鈔票的正面圖案有一隻牛而得名）。500元紙幣以棕色為主色。
目前該種紙幣由香港3間發鈔銀行發行。現時以鈔票編號計算，500元鈔票是發行量是排第3。由於市面上出現大量滙豐2000年及2002年版本的千元偽鈔，導致民眾對千元鈔票的信心盡失，所以滙豐增加印製500元鈔票，用以取代不太受民眾歡迎的千元鈔票。

## 历史
500元紙幣早在19世紀中已由當時的其中2間發鈔銀行──香港上海匯理銀行（即後來的滙豐銀行）和印度新金山中國渣打銀行（即後來的渣打銀行）發行。直到二次大戰以前，2間發鈔銀行的500元紙幣的設計分別出現了數次變化，尺寸、顏色、風格一直皆有不同。
戰後，2間發鈔銀行繼續發行戰前樣式的500元紙幣。而有利银行亦於1948年加入发行500元纸币。直到1962年，渣打银行改變了500元紙幣的設計，除大幅縮小外，鈔票圖案設計改動不大。1959年，有利银行最后一次发行500元钞票。
在1973年，汇丰銀行大幅更改鈔票設計，尺寸大幅缩小。渣打銀行也在1979年大幅更改鈔票設計，尺寸大幅缩小，以中國傳統瑞獸為題材，當中500元紙幣用上了「凤凰」。有趣的是，滙豐銀行也曾在1977年改以淺棕色印刷500元紙幣，取代原有的深啡色（俗稱「老鼠斑」）。
自1987年起，汇丰銀行重新設計500元紙幣，尺寸再度「縮水」，變成現時的大小。在1988年，渣打銀行亦重新設計500元紙幣，尺寸再度「縮水」，變成現時的大小。
在1993年，兩間發鈔銀行因應香港主權移交日期漸近，更改了原本帶有英國色彩的鈔票設計。不過，渣打銀行的鈔票變動不大，沿用過去的「凤凰」圖案。到了1994年，中國銀行香港分行（即後來的中銀香港）也加入發行500元紙幣。
在2003年，3間發鈔銀行的500元紙幣設計同時更改，加入相近的防偽特徵。
2018年7月24日，香港金融管理局及3間發鈔銀行宣布發行新版500元鈔票，以香港地质公园的六角柱石为主题，並於2019年1月23日推出。
巧合的是，現時的新台幣500元鈔票，也是以棕色為主調。

## 紙幣暱稱

### 滙豐發行
- 1909-25：大牛，紙幣正面左邊有一隻牛
- 1927-30：大啡妹/大奶媽，紙幣是啡色和有一個女人
- 1935-69：光頭佬，紙幣正面右邊有一個沒有頭髮的男士，該男子是為滙豐立下基石的銀行家昃臣
- 1973-76：老鼠斑，比較深的啡色
- 1977-83：大青斑，比較淺的啡色
- 1985-92：啡柴

### 渣打銀行
- 1934-77：鏡架，紙幣正面左邊的圖案像一個鏡子的邊框
- 1979-82：大鳳，紙幣尺寸較大，和有一隻鳳凰
- 1988-92：長棍鳳，紙幣左邊的條形較長和有一隻鳳凰
- 1993-2002：短棍鳳，紙幣左邊的條形較短和有一隻鳳凰

## 現時一般流通的五百元紙幣
| 發鈔銀行  | 發鈔銀行 | 香港上海滙豐銀行                        | 渣打銀行（香港）         | 中國銀行（香港）   |
| 尺寸      | 尺寸     | 158mm x 79mm                            | 158mm x 79mm             | 158mm x 79mm       |
| 2003 系列 | 正面圖案 | 銅獅「施迪」（Stitt）                   | 凤凰                     | 中銀大廈           |
| 2003 系列 | 正面圖案 |                                         |                          |                    |
| 2003 系列 | 反面圖案 | 香港国际机场                            | 1970年的香港海港景象     | 香港国际机场       |
| 2003 系列 | 反面圖案 |                                         |                          |                    |
| 2010 系列 | 正面圖案 | 銅獅「施迪」（Stitt），香港汇丰总行大厦 | 凤凰                     | 中銀大廈，洋紫荆花 |
| 2010 系列 | 正面圖案 |                                         |                          |                    |
| 2010 系列 | 反面圖案 | 春节舞狮                                | 传统面相图，人脸识别技术 | 万宜水库           |
| 2010 系列 | 反面圖案 |                                         |                          |                    |
| 2018 系列 | 正面圖案 | 銅獅「施迪」，汇丰大厦                  | 渣打銀行大廈，富臨閣     | 中銀大廈，洋紫荆花 |
| 2018 系列 | 正面圖案 |                                         |                          |                    |
| 2018 系列 | 反面圖案 | 六角岩柱                                | 六角岩柱                 | 六角岩柱           |
| 2018 系列 | 反面圖案 |                                         |                          |                    |

### 滙豐銀行
| 版本 | 發行年份     | 發行資料 | 簽署                                            | 流通情況   |
| ---- | ------------ | -------- | ----------------------------------------------- | ---------- |
| 1985 | 1987年1月1日 | AA-AF    | 總經理：雷興悟（Peter Wrangham）                | 已退出流通 |
| 1985 | 1988年1月1日 | AF-AJ    | 執行董事：雷興悟（Peter Wrangham）              | 已退出流通 |
| 1985 | 1989年1月1日 | AJ-AW    | 總經理：施偉富（Paul Selway-Swift）             | 已退出流通 |
| 1985 | 1990年1月1日 | AX-BA    | 總經理：施偉富（Paul Selway-Swift）             | 已退出流通 |
| 1985 | 1991年1月1日 | BA-BM    | 總經理：施偉富（Paul Selway-Swift）             | 已退出流通 |
| 1985 | 1992年1月1日 | BM-CB    | 總經理：施偉富（Paul Selway-Swift）             | 已退出流通 |
| 1993 | 1993年1月1日 | AA-AY    | 執行董事：施偉富（Paul Selway-Swift）           | 已退出流通 |
| 1993 | 1994年1月1日 | AZ-CK    | 執行董事：施偉富（Paul Selway-Swift）           | 已退出流通 |
| 1993 | 1995年1月1日 | CL-DQ    | 執行董事：施偉富（Paul Selway-Swift）           | 已退出流通 |
| 1993 | 1996年1月1日 | DR-EG    | 執行董事：施偉富（Paul Selway-Swift）           | 已退出流通 |
| 1993 | 1997年1月1日 | EH-EP    | 總經理：林紀利（Christopher Patrick Langley）   | 已退出流通 |
| 1993 | 1997年7月1日 | AA-AB    | 總經理：林紀利（Christopher Patrick Langley）   | 已退出流通 |
| 1993 | 1998年1月1日 | AB-AV    | 總經理：林紀利（Christopher Patrick Langley）   | 已退出流通 |
| 1993 | 1999年1月1日 | AV-EC    | 執行董事：林紀利（Christopher Patrick Langley） | 已退出流通 |
| 1993 | 2002年1月1日 | EC-ET    | 總經理：柯清輝                                  | 已退出流通 |
| 2003 | 2003年7月1日 | AA-DK    | 總經理：柯清輝                                  | 現較少流通 |
| 2003 | 2005年1月1日 | DL-DV    | 總經理：柯清輝                                  | 現較少流通 |
| 2003 | 2006年1月1日 | DW-EM    | 執行董事：王冬勝                                | 現較少流通 |
| 2003 | 2007年1月1日 | EM-HG    | 執行董事：王冬勝                                | 現較少流通 |
| 2003 | 2008年1月1日 | HG-KE    | 執行董事：王冬勝                                | 現較少流通 |
| 2003 | 2009年1月1日 | KE-NA    | 執行董事：王冬勝                                | 現較少流通 |
| 2010 | 2010年1月1日 | AA-DG    | 執行董事：王冬勝                                | 流通中     |
| 2010 | 2012年1月1日 | DH-DK    | 行政總裁：王冬勝                                | 流通中     |
| 2010 | 2013年1月1日 | DL-DZ    | 行政總裁：王冬勝                                | 流通中     |
| 2010 | 2014年1月1日 | EA-QS    | 行政總裁：王冬勝                                | 流通中     |
| 2010 | 2016年1月1日 | QT-VB    | 行政總裁：王冬勝                                | 流通中     |
| 2018 | 2018年1月1日 | AA-FX    | 行政總裁：王冬勝                                | 流通中     |
| 2018 | 2020年1月1日 | FY-KQ    | 行政總裁：王冬勝                                | 流通中     |
| 2018 | 2023年1月1日 | KR-NP    | 聯席行政總裁：廖宜建、羅銘哲（Surendra Rosha）  | 流通中     |

### 渣打銀行
| 版本 | 發行年份      | 發行資料 | 簽署                                                                            | 流通情況   |
| ---- | ------------- | -------- | ------------------------------------------------------------------------------- | ---------- |
| 1979 | 1979年1月1日  | A-B      | 香港總經理：白朗（William Brown）、會計總監：A.G. Gledhill                      | 已退出流通 |
| 1979 | 1982年1月1日  | B-D      | 地區總經理：白朗（William Brown）、財務總管：J.A.M. Docherty                    | 已退出流通 |
| 1985 | 1988年1月1日  | A-B      | 地區總經理：麥健時（John McKenzie）、地區財務總管：麥華禮（Mark Waller）        | 已退出流通 |
| 1985 | 1989年1月1日  | B-C      | 地區總經理：麥健時（John McKenzie）、地區財務總管：麥華禮（Mark Waller）        | 已退出流通 |
| 1985 | 1989年10月1日 | C-H      | 總經理：賈世德（Ronald Carstairs）、地區財務總管：麥華禮（Mark Waller）         | 已退出流通 |
| 1985 | 1991年1月1日  | H-K      | 總經理：賈世德（Ronald Carstairs）、財務總監：麥華禮（Mark Waller）             | 已退出流通 |
| 1985 | 1992年1月1日  | K-M      | 地區總經理：黎恪義（Anthony Willilam Nicolle）、財務總監：麥華禮（Mark Waller） | 已退出流通 |
| 1993 | 1993年1月1日  | A-E      | 地區總經理：黎恪義（Anthony Willilam Nicolle）、財務總監：麥華禮（Mark Waller） | 已退出流通 |
| 1993 | 1994年1月1日  | F-J      | 總經理：黎恪義（Anthony Willilam Nicolle）、財務主管：麥華禮（Mark Waller）     | 已退出流通 |
| 1993 | 1995年1月1日  | K-N      | 總經理：華禮信（Ian Ramsay Wilson）、財務主管：不詳                             | 已退出流通 |
| 1993 | 1996年1月1日  | P-T      | 總經理：華禮信（Ian Ramsay Wilson）、財務主管：Paul Turner                      | 已退出流通 |
| 1993 | 1997年1月1日  | U-Y、AA  | 總經理：華禮信（Ian Ramsay Wilson）、財務主管：Paul Turner                      | 已退出流通 |
| 1993 | 1997年7月1日  | A-B      | 總經理：華禮信（Ian Ramsay Wilson）、財務主管：Paul Turner                      | 已退出流通 |
| 1993 | 1998年1月1日  | AB-AL    | 行政總裁：戴維思（Evan Mervyn Davies）、財務主管：David Chang                   | 已退出流通 |
| 1993 | 1999年1月1日  | AM-BF    | 行政總裁：戴維思（Evan Mervyn Davies）、財務主管：David Chang                   | 已退出流通 |
| 1993 | 2000年1月1日  | BG-BJ    | 行政總裁：戴維思（Evan Mervyn Davies）、財務主管：David Chang                   | 已退出流通 |
| 1993 | 2001年1月1日  | BK-BM    | 總經理兼行政總裁：王冬勝、財務總監：馮隆春                                      | 已退出流通 |
| 1993 | 2002年1月1日  | BN       | 總經理兼行政總裁：王冬勝、財務總監：馮隆春                                      | 已退出流通 |
| 2003 | 2003年7月1日  | AA-BZ    | 董事：王冬勝、財務總監：馮隆春                                                  | 現較少流通 |
| 2010 | 2010年1月1日  | AA-AM    | 行政總裁：洪丕正、財務總監：馮隆春                                              | 流通中     |
| 2010 | 2012年1月1日  | AN-AU    | 行政總裁：洪丕正、財務總監：華實廉（Saleem Razvi）                              | 流通中     |
| 2010 | 2013年1月1日  | AV-BB    | 行政總裁：洪丕正、財務總監：林傅聰                                              | 流通中     |
| 2010 | 2014年1月1日  | BC-BW    | 行政總裁：洪丕正、財務總監：林傅聰                                              | 流通中     |
| 2018 | 2018年1月1日  | AA-AX    | 行政總裁：禤惠儀、財務總監：侯綺雯                                              | 流通中     |
| 2018 | 2020年1月1日  | AY-BU    | 行政總裁：洪丕正、財務總監：龐維哲（Gregory John Powell）                       | 流通中     |
| 2018 | 2023年1月1日  | BV-BZ    | 行政總裁：洪丕正、財務總監：華實廉（Saleem Razvi）                              | 流通中     |

### 中銀香港
| 版本 | 發行年份     | 發行資料 | 簽署                   | 流通情況   |
| ---- | ------------ | -------- | ---------------------- | ---------- |
| 1994 | 1994年5月1日 | AA-AE    | 香港分行總經理：周振興 | 已退出流通 |
| 1994 | 1995年1月1日 | AE-AH    | 香港分行總經理：周振興 | 已退出流通 |
| 1994 | 1996年1月1日 | AH-AV    | 香港分行總經理：羊子林 | 已退出流通 |
| 1994 | 1997年7月1日 | AV-AY    | 香港分行總經理：羊子林 | 已退出流通 |
| 1994 | 1998年1月1日 | AY-AZ    | 香港分行總經理：劉金寶 | 已退出流通 |
| 1994 | 1999年1月1日 | AZ-BR    | 香港分行總經理：劉金寶 | 已退出流通 |
| 1994 | 2000年1月1日 | AA-AV    | 香港分行總經理：劉金寶 | 已退出流通 |
| 2003 | 2003年7月1日 | AA-AQ    | 總裁：和廣北           | 現較少流通 |
| 2003 | 2005年1月1日 | AR-AZ    | 總裁：和廣北           | 現較少流通 |
| 2003 | 2006年1月1日 | AZ-BL    | 總裁：和廣北           | 現較少流通 |
| 2003 | 2007年1月1日 | BL-CT    | 總裁：和廣北           | 現較少流通 |
| 2003 | 2008年1月1日 | CT-CU    | 總裁：和廣北           | 現較少流通 |
| 2010 | 2010年1月1日 | AA-AP    | 總裁：和廣北           | 流通中     |
| 2010 | 2012年1月1日 | AQ-BG    | 總裁：和廣北           | 流通中     |
| 2010 | 2013年1月1日 | BH-BW    | 總裁：和廣北           | 流通中     |
| 2010 | 2014年1月1日 | BX-EG    | 總裁：和廣北           | 流通中     |
| 2010 | 2015年7月1日 | EH-FP    | 總裁：岳毅             | 流通中     |
| 2018 | 2018年1月1日 | AA-DH    | 總裁：高迎欣           | 流通中     |
| 2018 | 2020年1月1日 | DJ-GQ    | 總裁：高迎欣           | 流通中     |
| 2018 | 2023年1月1日 | GR-NP    | 總裁：孫煜             | 流通中     |